# Франкенштейн (фільм, 1910)
«Франкенштейн» (англ. Frankenstein, 1910) — перша відома екранізація роману Мері Шеллі «Франкенштейн, або Сучасний Прометей». Короткрометражний німий фільм поставлений на студії Томаса Едісона Алві режисером Дж. Сірл Доула, який модифікував сюжет роману в морально-філософську притчу, протиставивши почуття людини і розсудливість вченого.

## Сюжет
Молодий студент Франкенштейн (Огастес Філліпс) усамітнюється в університетській лабораторії і намагається створити досконалу людину. Проте з величезної котла з реактивами з'являється дуже далека від ідеалу потворна істота — Чудовисько (Чарлз Огл). Франкенштейн в жаху залишає лабораторію. Вдома студента заспокоює його наречена Елізабет (Мері Фуллер), і Франкенштейн приходить до думки, що штучне створення людської істоти — помилковий шлях, а істина тільки в людських почуттях.

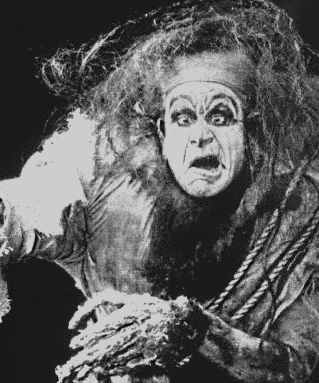
Чарлз Огл в ролі монстра

У день весілля Чудовисько, яке не може існувати без свого творця, проникає в будуар Елізабет. На її крик прибігає Франкенштейн. Елізабет в непритомності. Чудовисько збиває студента з ніг і переховується. Франкенштейна переповнює любов до Елізабет, і це почуття остаточно витісняє Чудовисько з його свідомості. Фільм закінчується метафоричним епізодом, в якому Чудовисько бачить своє відображення в дзеркалі і з загрозою здіймає руки — але раптом зникає, причому його відображення в дзеркалі залишається. Франкенштейн підходить до дзеркала і бачить у ньому замість себе Чудовисько. Але боротьба добра і зла в душі студента вже завершено: жахливий образ в дзеркалі змінюється на власне відображення Франкенштейна.

## Цікаві факти
- Фільм знімався на студії Едісона в Бронксі в Нью-Йорку.
- У ті часи було прийнято, щоб актори самі придумували образ для кожної своєї ролі. Чарлз Огл гримувався і підбирав костюм сам, керуючись своїм уявленням про вид Чудовиська та описом його в романі Мері Шеллі.
- Прем'єра фільму в США відбулася 18 березня 1910 року.
- Протягом десятиліть фільм вважався втраченим, інформація про нього вичерпувалася фотографією Чарлза Огла в образі Чудовиська і викладенням сюжету з каталогу фільмів Едісона. У 1950-х роках копія фільму була придбана колекціонером з Вісконсину Алоізом Детлаффом, який не надав цій плівці особливого значення і лише в 1970-х роках виявив, що володіє унікальним раритетом.